# 에리카 키르푸
에리카 키르푸(에스토니아어: Erika Kirpu, 1992년 7월 21일~)는 에스토니아의 펜싱 선수로 주 종목은 에페이다. 2020년 하계 올림픽에서 여자 에페 단체전 금메달을 획득했고 세계 선수권 대회에서 금메달 1개, 은메달 1개, 동메달 1개를 획득했다.